# Гасфорта (гора)
Гасфорта — гора в Крыму высотой 217 м над уровнем моря в Балаклавском районе на левом берегу реки Чёрной ниже места впадения в неё Сухой речки. Представляет собой ископаемый коралловый риф, сложенный мраморированными известняками.

## История
Растительность шибляк - низкорослый дуб, можжевельник. На вершине завезена и акклиматизировалась как дикорос опунция.
Своё название гора получила по имени Всеволода Густавовича Гасфорта — полковника, командира Казанского пехотного полка 16-й пехотной дивизии в период Первой обороны Севастополя 1854—1855 годов.

«Левый фланг защищался так называемой Госфортовою высотою, потому что Гасфорт со своим полком защищал её…». Известно и другое название этой горы — Пьемонтская обсерватория. В 1855 году здесь находились позиции итальянцев — «Пьемонтский наблюдательный пункт».
— мемуары одного из участников этих событий, опубликованные в 1915 году в журнале «Исторический вестник»

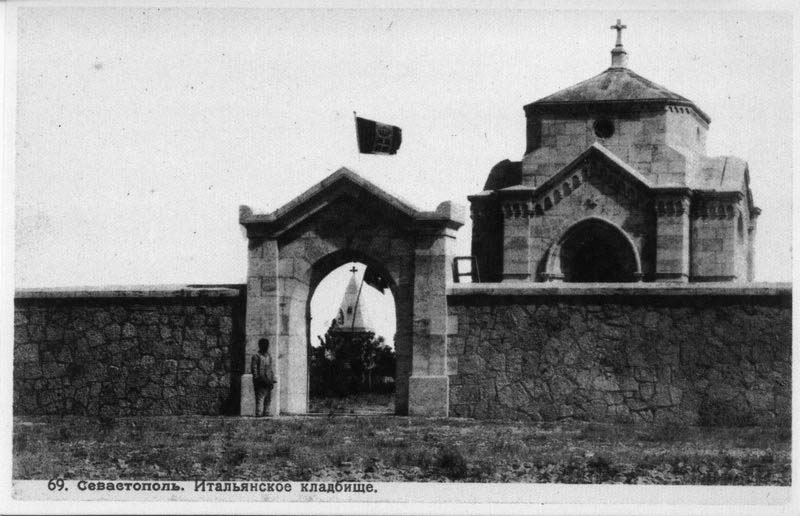
Ворота итальянского кладбища на горе Гасфорта, 1910-е

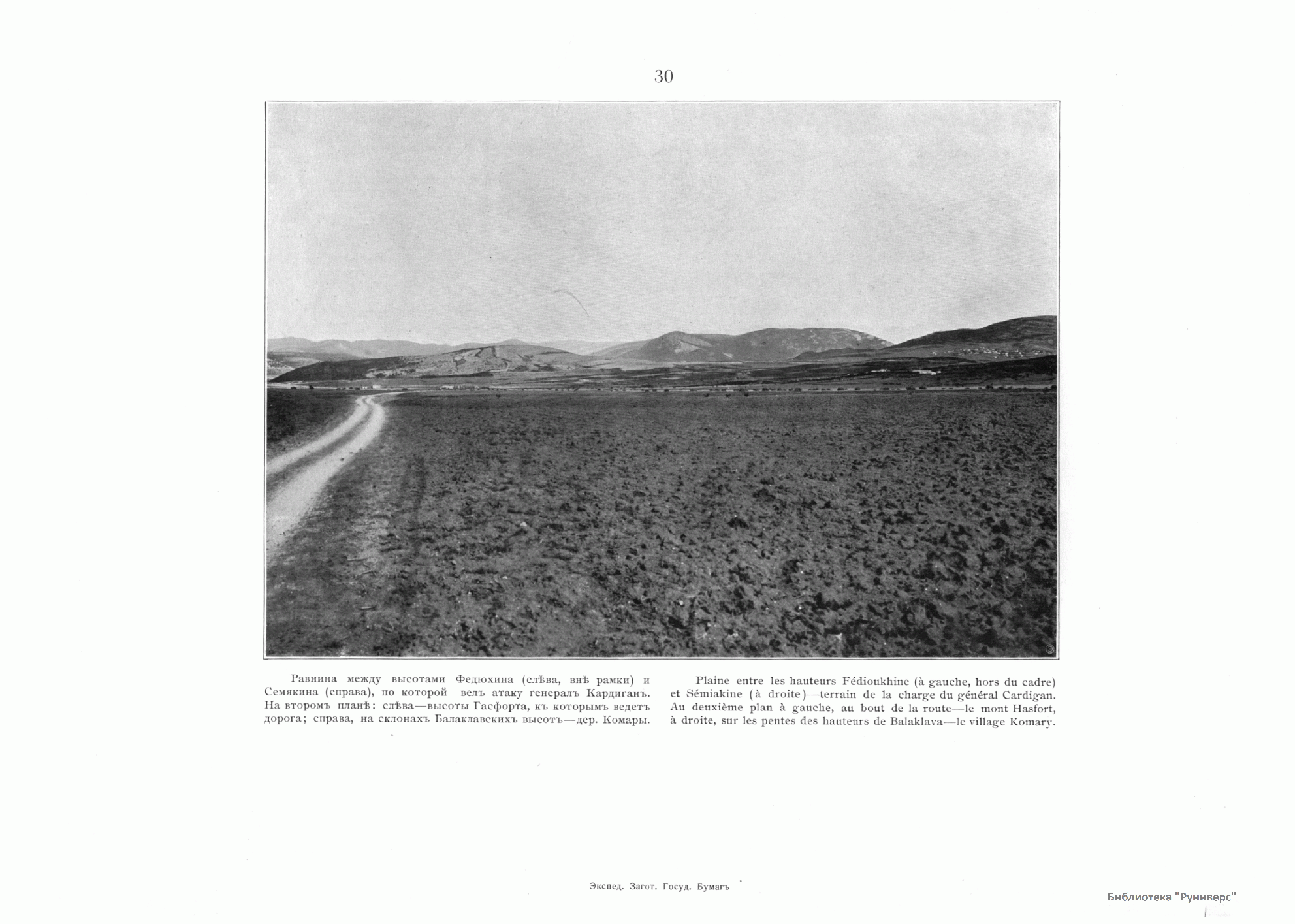
Вид на гору Гасфорта между Федюхинскими и Семякиными высотами, 1904

В 1882 году на горе Гасфорта было устроено итальянское военное кладбище, туда, из захоронений у деревень Камары (ныне Оборонное) и Кады-Кой (ныне часть Балаклавы) перенесли останки солдат, офицеров, погибших под Севастополем. Итальянские потери были высокими, главным образом из-за болезней, 2278 умерло от холеры, 1340 от брюшного тифа, 452 от распространённых заболеваний, 350 от цинги, 52 от несчастных случаев, 3 от самоубийства и всего 32 погибших в бою. Итальянцы перезахоронили своих соотечественников на месте, где в 1855 году находились их позиции  —  «Пьемонтский наблюдательный пункт». На вершине соорудили часовню из балаклавского мраморовидного известняка.
В ходе боев второго штурма 18-19 декабря 1941 года немцы овладели горой Гасфорта и селом Нижний Чоргунь (ныне Черноречье), но 20 декабря 7-я бригада морской пехоты полковника Е. И. Жидилова и 2-й Перекопский МП отбросили их на прежние позиции. В последний день боев — 31 декабря 7-я БрМП нанесла контрудар на своем участке обороны, продвинувшись вглубь немецкой обороны на 400—500 метров. В 1941—1942 годах по горе Гасфорта проходил передовой оборонительный рубеж защитников города. Бывали дни, когда за сутки высота несколько раз переходила из рук в руки. Итальянское военное кладбище и часовня были разрушены.
В 1977 году у склона горы началось строительство горнодобывающего предприятия, включающего рудник и дробильно-обогатительную фабрику.
С 2005 года российский байкерский клуб «Ночные Волки» проводит ежегодный фестиваль (байк-шоу) на востоке от горы Гасфорта на месте бывшего горно-обогатительного комбината.

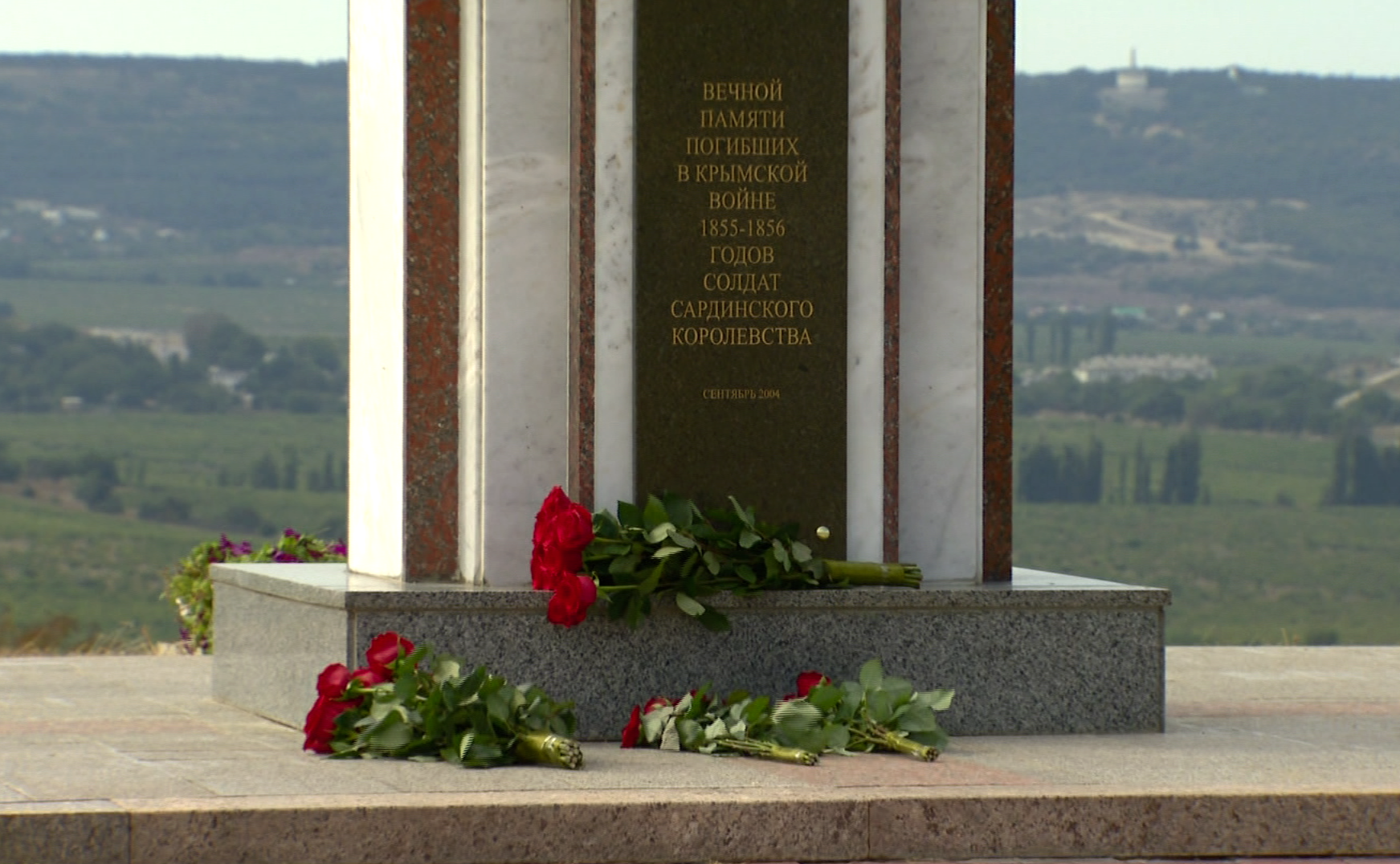
Мемориал у подножья горы Гасфорта, посвящённый памяти погибших в Крымской войне солдат Сардинского королевства

В сентябре 2004 (указ президента Украины Л.Кучмы № 739 от 23 июля 2003 г.) в сохранившихся зарослях опунции был сооружён новый мемориал, посвящённый вечной памяти погибших в Крымской войне солдатов Сардинского Королевства. В сентябре 2015 Президент России Владимир Путин и экс-председатель Совета министров Италии Сильвио Берлускони возложили цветы к мемориалу у подножья горы Гасфорта, посвящённому памяти погибших в Крымской войне солдат Сардинского королевства.